# Nyctemera nonapicalis
Nyctemera nonapicalis là một loài bướm đêm thuộc phân họ Arctiinae, họ Erebidae.